# Улица Герцена (Владикавказ)
Улица Герцена — улица во Владикавказе, Северная Осетия, Россия. Находится в Затеречном муниципальном округе между улицами Зангиева и переулком Охотничьим. Начинается от улицы Зангиева.
Названа именем русского революционера и писателя Александра Ивановича Герцена.
Улица сформировалась в начале XX века. Впервые отмечена в 1911 году на Плане областного города Владикавказа Терской области как «Кадетская улица». Называлась именем Кадетского корпуса. 
В нынешнем виде стала формироваться с 1957 года после строительства близлежащего завода ОЗАТЭ (Орджоникидзевский завод автотракторного электрооборудования). 3 октября 1957 года Исполком Орджоникидзевского городского совета отвёл заводу ОЗАТЭ земельный участок 0,32 га для строительства 4-х двухквартирных домов в бывших садах Суворовского училища, с наименованием вновь запроектированной улицы имени Герцена.
Значимые здания
- Средняя школа № 7.